# 布萊爾 (內布拉斯加州)
布萊爾（英語：Blair）是一個位於美國內布拉斯加州華盛頓縣的城市。根據2010年美國人口普查，該地共人口7990人，而該地的面積約為14.31平方千米。同時該地也是華盛頓縣的縣治。

## 地理
布萊爾的座標為41°32′44″N 96°08′04″W / 41.54556°N 96.13444°W，而該地的平均海拔高度為326米（即1070英尺）。